# Morinda
- Commons
- Wikispecies

Morinda L. é um género botânico pertencente à família Rubiaceae, algumas espécies são popularmente chamadas de Aal.

## Espécies selecionadas
| - Morinda angustifolia - Morinda asperula Standl. - Morinda asteroscepa K.Schum. (Malauí, Tanzânia) - Morinda citrifolia L. – Great Morinda, Noni, Aal (Sudeste Asiático) - Morinda citrifolia var. bracteata (Roxb.) Hook.f. - Morinda citrifolia var. citrifolia L. - Morinda fasciculata Benth. (Equador) - Morinda jasminoides A.Cunn. – Sweet Morinda (leste da Austrália) - Morinda longiflora - Morinda lucida Benth. - Morinda morindoides (Baker) Milne-Redh. | - Morinda nana - Morinda officinalis F.C.How (China) - Morinda panamensis Seem. - Morinda parvifolia - Morinda pubescens - Morinda royoc L. - Morinda tinctoria Roxb. - Morinda trimera Hillebr. – Noni kuahiwi (Hawaii) - Morinda umbellata L. - Morinda yucatanensis Greenm. |

- Lista completa

## Classificação do gênero
| Sistema | Classificação                      | Referência               |
| ------- | ---------------------------------- | ------------------------ |
| Linné   | Classe Pentandria, ordem Monogynia | Species plantarum (1753) |